# Helenenhof (Bleicherode)
Der Helenenhof ist ein Weiler der Gemeinde Lipprechterode im Landkreis Nordhausen in Thüringen.
Der Helenenhof liegt mitten in der Feldmark zwischen Kleinbodungen, Lipprechterode und Kehmstedt. An den südlichen Gehöften fließt der Bauerngrundbach vorbei, welcher später in die Bode mündet. Der Weiler ist mit einer Verbindungsstraße an die Landesstraße 1011 angeschlossen. Die nächste Stadt ist südlich Bleicherode.

## Geschichte
Bisher konnte noch kein urkundlicher Nachweis ermittelt werden. Das Anwesen wird als Vorwerk Helenenhof bezeichnet.